# 代々木警察署
代々木警察署（よよぎけいさつしょ）は、警視庁が管轄する警察署の一つである。第三方面本部所属。
渋谷区の西北部を管轄している。
署員数約260名、識別章所属表示はOM。車両の対空表示は「代」。

## 所在地
- 東京都渋谷区本町一丁目11番3号
  - 最寄駅：京王電鉄新線初台駅

## 管轄区域
渋谷区
- 代々木三・四・五丁目（代々木一・二丁目は原宿警察署の管轄）
- 本町一・二・三・四・五・六丁目（全域）
- 幡ヶ谷一・二・三丁目（全域）
- 笹塚一・二・三丁目（全域）
- 初台一・二丁目（全域）
- 元代々木町
- 西原一・二・三丁目（全域）
- 富ヶ谷一・二丁目（全域）
- 上原一・二・三丁目（全域）
- 大山町
- 神南二丁目（神南一丁目は渋谷警察署の管轄）
- 代々木神園町

## 沿革
- 1923年（大正12年）10月20日：淀橋警察署代々幡分署開設。
- 1925年（大正14年）10月1日：代々幡警察署に昇格。
- 1932年（昭和7年）9月29日：代々木警察署に改称。
- 1953年（昭和28年）：現在地に移転。
- 1973年（昭和48年）：現庁舎新築完成。

## 組織
- 警務課
- 交通課
- 警備課
- 地域課
- 刑事組織犯罪対策課
- 生活安全課

## 交番
- 初台駅前交番（渋谷区本町一丁目1番10号）
- 不動前交番（渋谷区本町六丁目11番1号）
- 清水橋交番（渋谷区本町三丁目11番2号）
- 笹塚交番（渋谷区笹塚二丁目14番1号）
- 代々木公園交番（渋谷区神南二丁目3番19号）
- 幡ヶ谷駅前交番（渋谷区幡ヶ谷一丁目5番5号）
- 代々木上原駅前交番（渋谷区上原一丁目31番6号）
- 初台二丁目交番（渋谷区初台二丁目26番4号）

### 過去に存在した交番
- 代々木三丁目交番（渋谷区代々木三丁目37番3号） - 2007年（平成19年）3月31日にて閉所、代々木地域安全センターへ転換。
- 西原交番（渋谷区西原三丁目） - 2007年（平成19年）10月2日にて閉所。同日午前10時より代々木上原駅前交番が開所。

## 地域安全センター
- 代々木地域安全センター（渋谷区代々木三丁目37番3号）

## ギャラリー

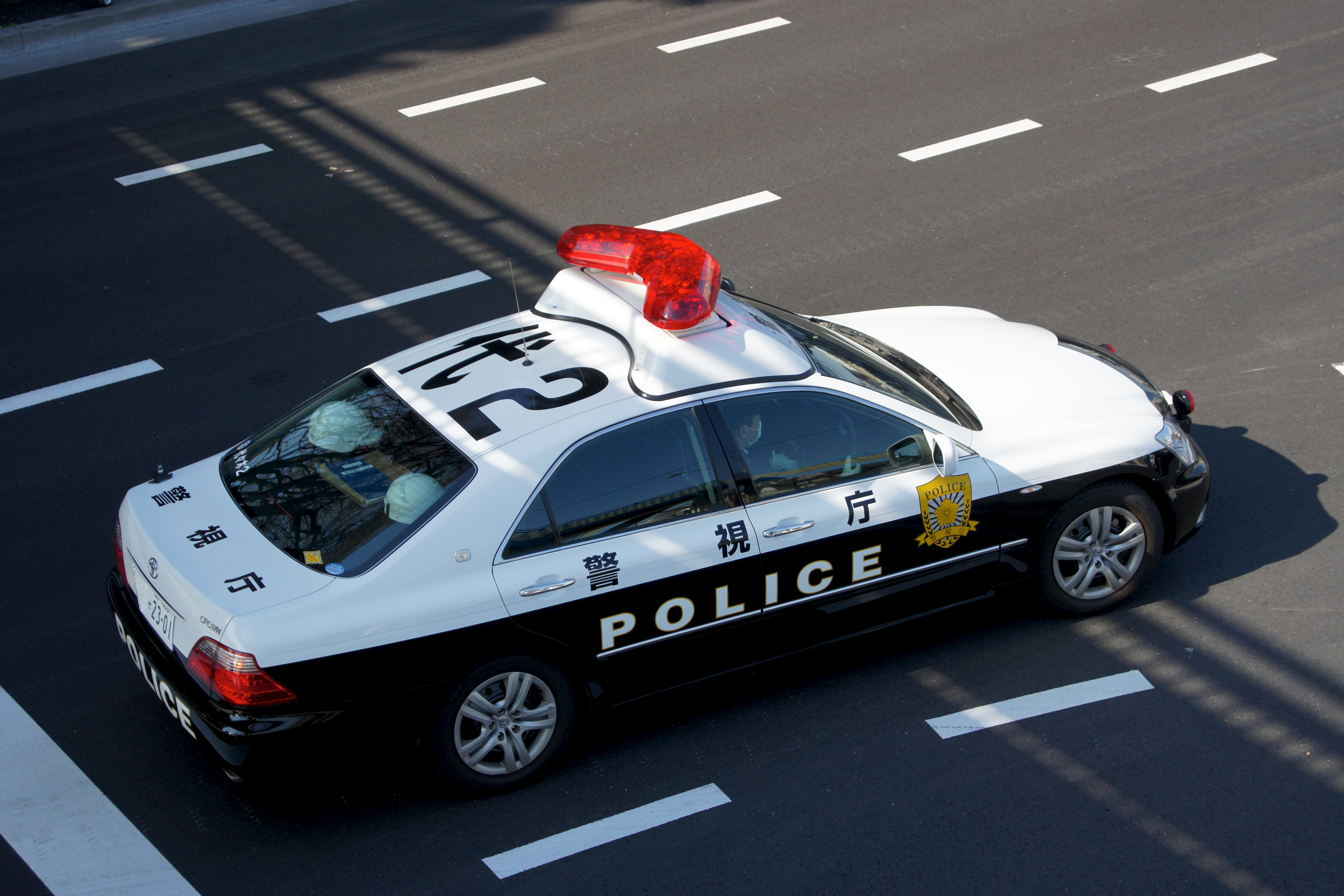
対空表示は「代」
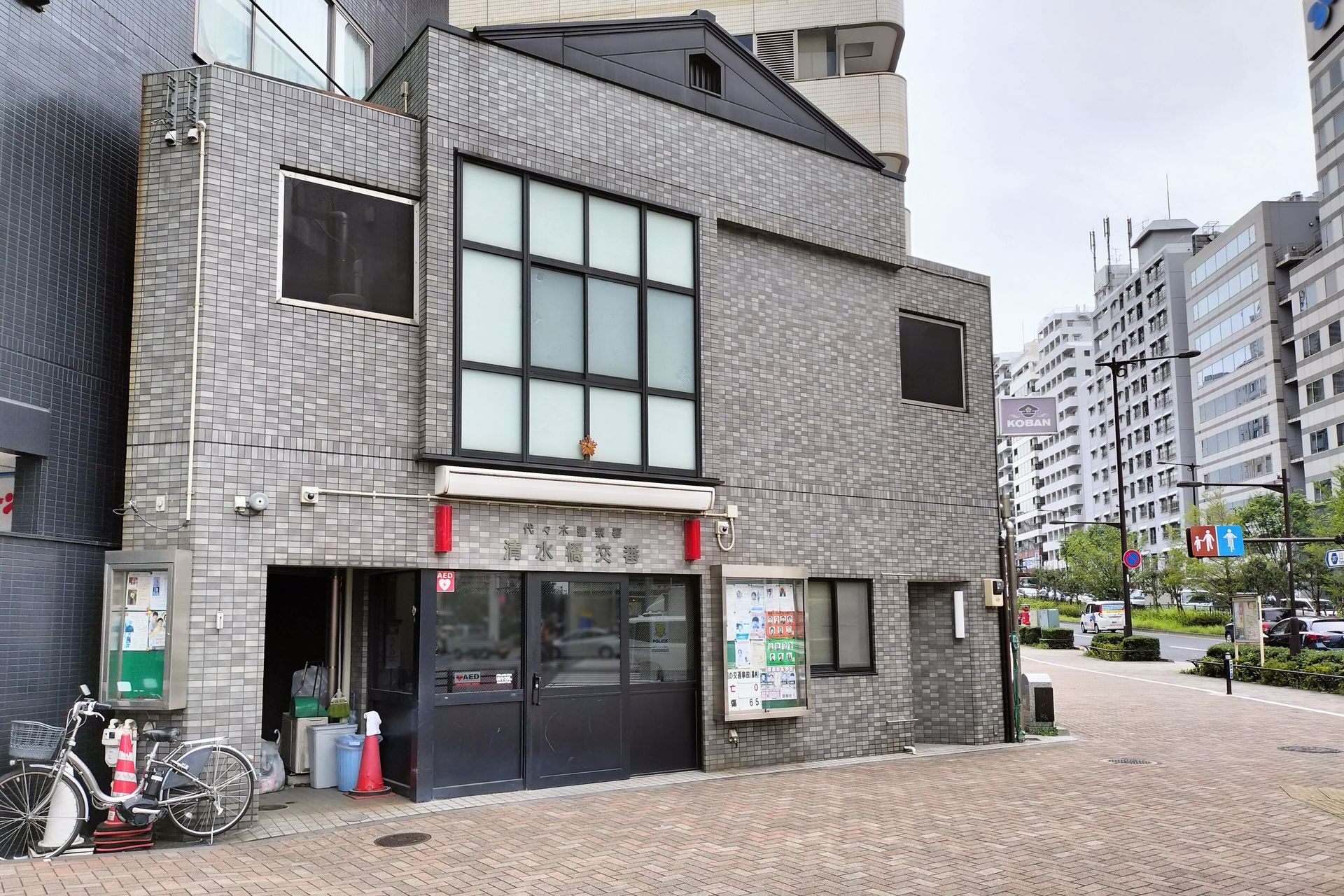
清水橋交番
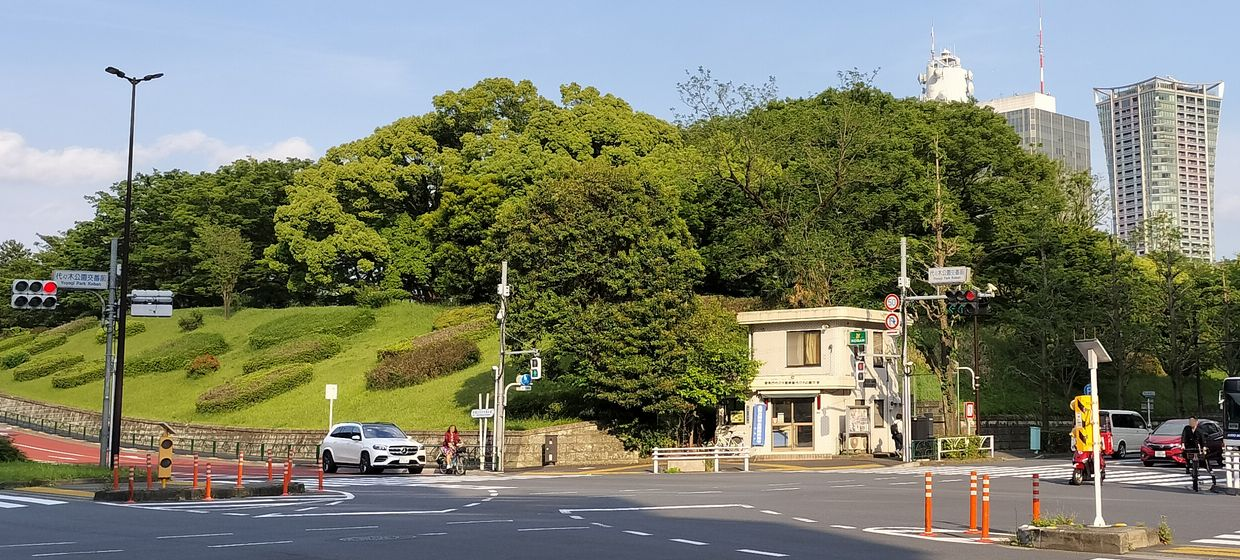
代々木公園交番
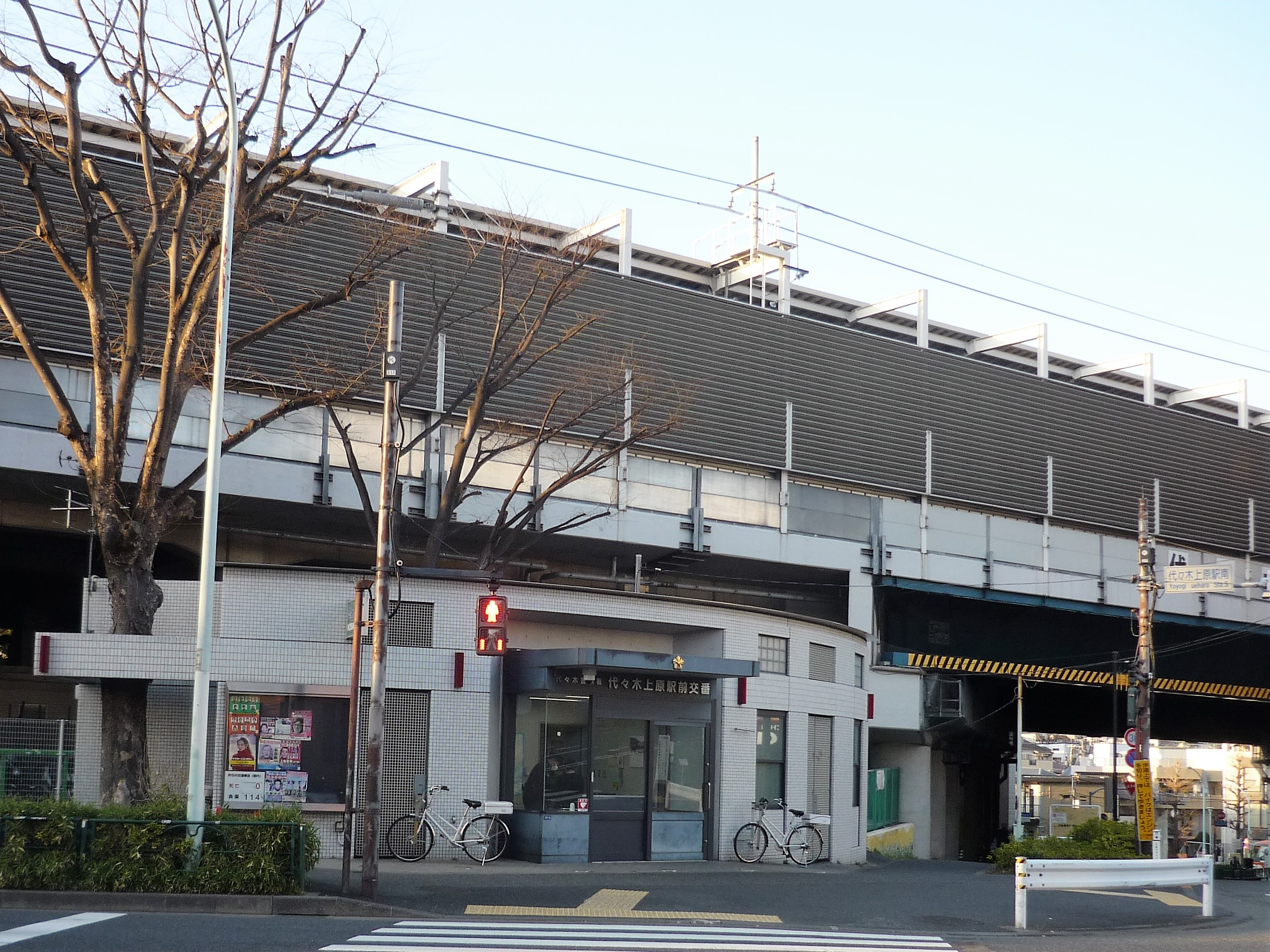
代々木上原駅前交番
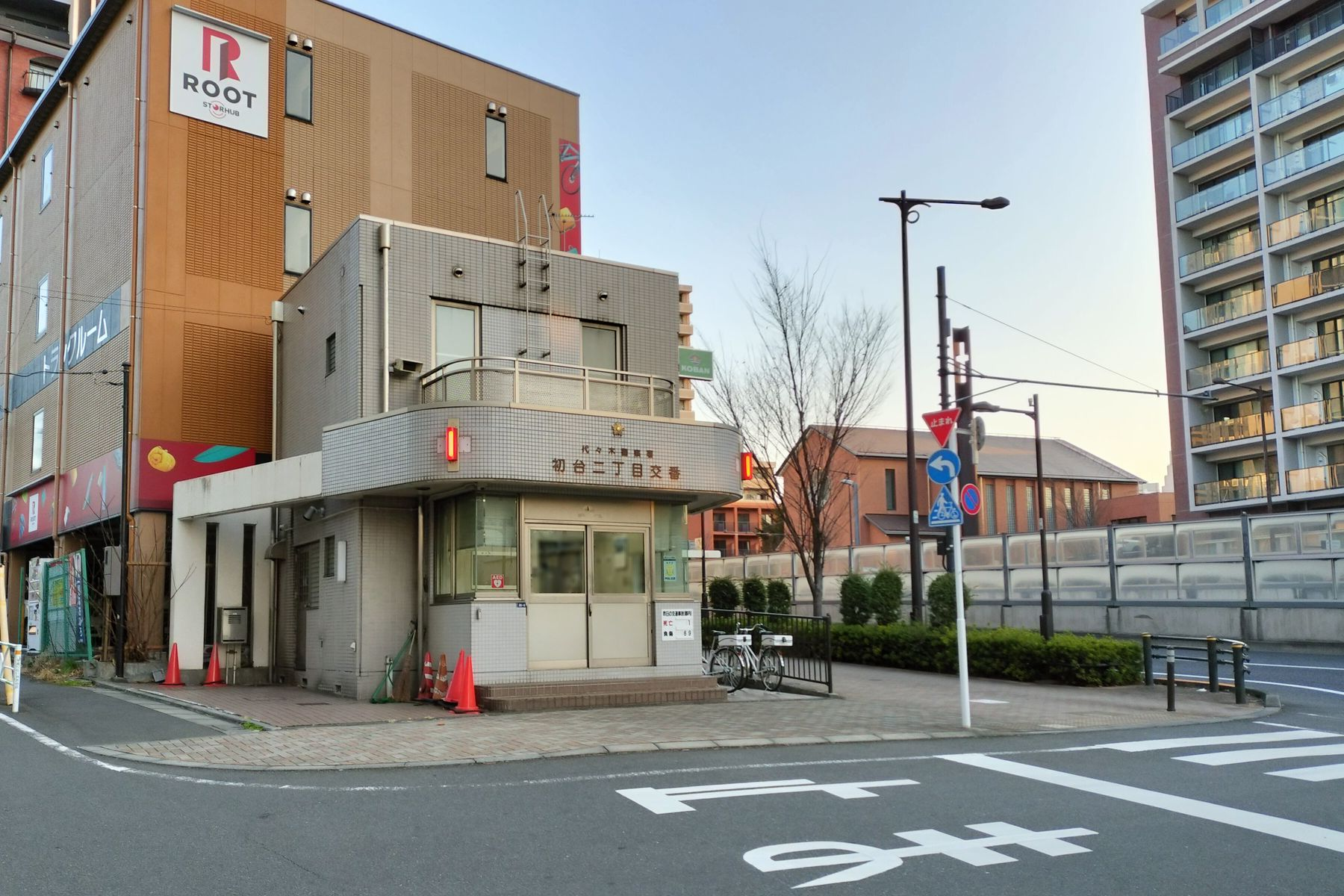
初台二丁目交番
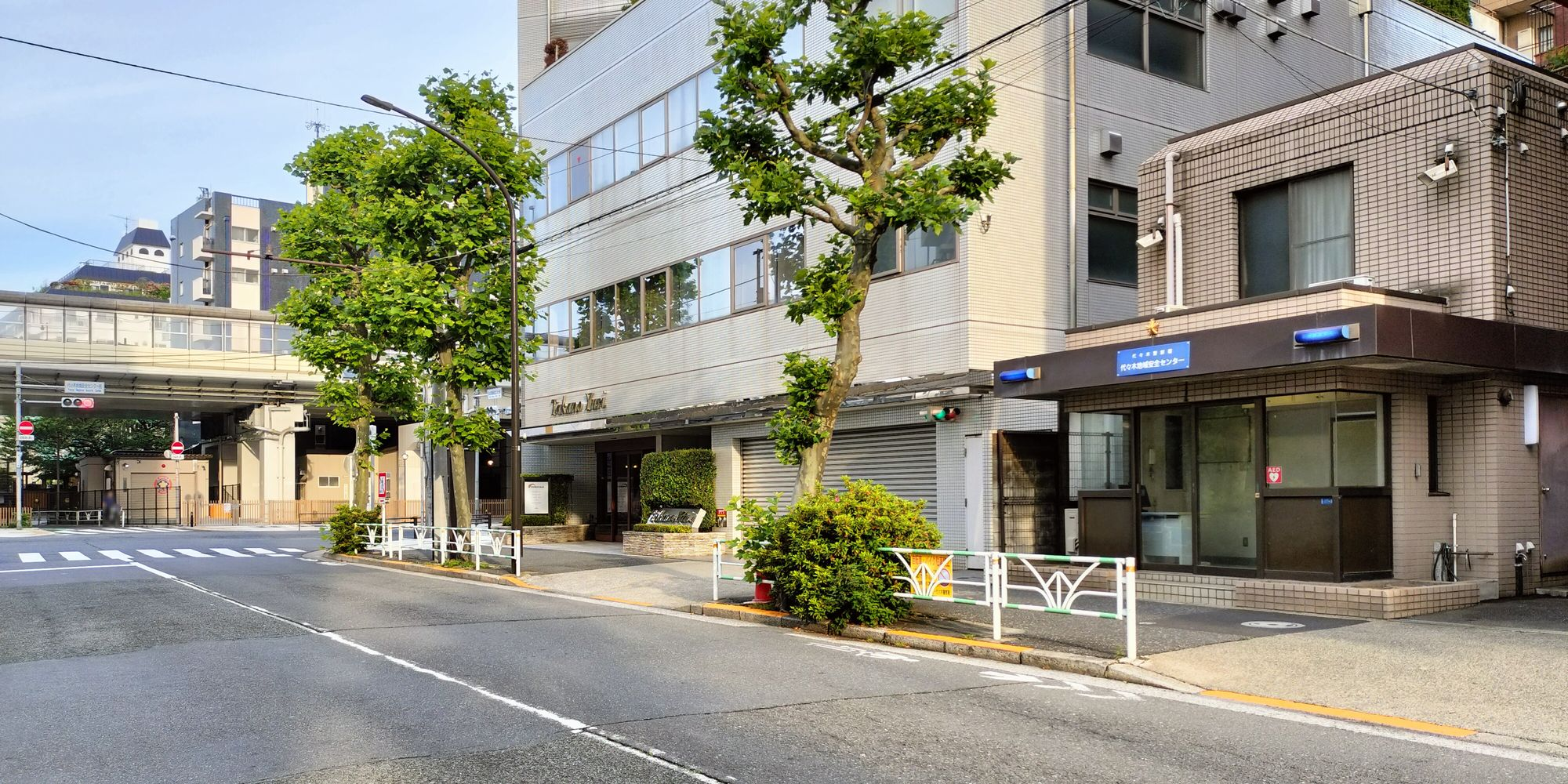
代々木地域安全センター

## 主な事件等
- 渋谷区エリートバラバラ殺人事件（2006年12月16日など）
- 渋谷区短大生バラバラ殺人事件（2007年1月3日）
- 渋谷区女性ホームレス殺人事件（2020年11月16日） - 幡ヶ谷の甲州街道バス停にて発生。
- 故安倍晋三国葬儀（2022年9月27日） - 富ヶ谷の安倍私邸から車列が出発する際に厳重な警備体制が敷かれた。

## 出来事
- 2024年7月3日、地域課の警部補が、交番で女性を暴行したとして、特別公務員暴行陵虐致傷容疑で逮捕された。同警部補には、同年6月19日、代々木上原駅前交番で、20代女性に対し首にケガを負わせた疑いがある。女性は施設に立ち入ったとして施設関係者とともに交番を訪れていたが、その際の女性の態度に腹を立て、暴行したとみられる[1]。